# Радио Ultra
Ultra — московская музыкальная радиостанция, первая столичная станция, посвящённая альтернативной и прогрессивной молодёжной музыке. Основу эфира составляли представители зарубежного рока и альтернативного металла, такие как Metallica, Linkin Park, KoRn и другие, а также некоторых иных жанров. Основателем Ultra выступил продюсер Михаил Козырев, который также основал «Наше радио».
С 7 ноября 2000 по 7 ноября 2004 года Ultra вещала в FM-диапазоне на частоте 100,5 МГц (ныне на ней Жара-FM). С 1 сентября 2005 по 30 сентября 2010 года вещала в УКВ-диапазоне на частоте 70,19 МГц. На данный[какой?] момент Ultra вещает в Интернете на сайте и через приложения App Store и Google Play.
Радиостанция входит в состав радиохолдинга ЗАО «Мультимедиа Холдинг», принадлежащий Виталию Богданову. До 2010 года принадлежала американской транснациональной корпорации News Corporation.

## История станции
Станция начала вещание 7 ноября 2000 года, сменив на этой частоте Радио России Nostalgie, которая на тот момент занимала 16-е место в радиорейтингах исследовательской компании КОМКОН и не имела финансовых проблем. В первый год вещания на 100.5 FM звучала заставка «Вы слушаете музыкальный проект Ultra на волне Радио России Nostalgie» — данный слоган был напрямую связан с особенностями владения лицензией на эту частоту. «Радио Ultra» делали те же люди, что и «Наше радио».
Эфир радиостанции начался с многократной передачи песни Мэрилина Мэнсона «Rock Is Dead» вперемежку со слоганом «Радио кончилось — началась Ultra». Открывая ULTRA, её генеральный продюсер Михаил Козырев полагал, что скоро широкоформатные поп-проекты исчезнут из эфира, уступив место небольшим, «нишевым» радиостанциям, транслирующим музыку какого-нибудь одного стиля и ориентирующимся на небольшую, но чётко очерченную аудиторию.
Алексей Крижевский отмечал: «открытие „Ультры“ казалось прорывом: пассионарий рок-вещания Михаил Козырев уговорил инвесторов вдобавок к успешному „Нашему“ открыть <…> рок-радиостанцию, которая могла бы удовлетворять интересы любителей альтернативного рока, нестандартного брит-попа, а также некоторых форм панка. Все тогда было за успех этой затеи — музыкальная субкультура „альтернативы“ пугающе быстро прирастала всё новыми адептами, и социологические опросы на все голоса говорили о новом мощном веянии и новом поколении, знаменем которого могла бы стать радиостанция».
Первый эфирный джингловый пакет радиостанции был создан продюсером Андреем Лаупером. Позднее к проекту оформления были приглашены известные сессионные музыканты и вокалисты.
В 2002—2003 годах вокалист группы Наив — Александр «Чача» Иванов сотрудничал с радио Ultra, а именно вёл передачу «За гранью». Она выходила ровно в полночь, а в её эфире играли композиции более тяжёлых групп, которые не подходили радио по формату. Также Александр «Чача» Иванов представлял радиостанцию в телепередаче «Земля-воздух».
Зимой 2004 года появилось неофициальное интернет-радио ULTRA, которое делали некоторые бывшие сотрудники Радио ULTRA.
7 ноября 2004 года, в последний день вещания радиостанции Ultra, на 100,5 МГц постоянно крутилась отбивка «Ультра кончилась… началось радио. Прощай, Ультра! Сто и пять», потом отданы «Почёты героям» и под отбивку «Герои Ультры прощаются с нами. Rock is dead!» весь день напролёт звучала песня «Rock Is Dead» Мэрилина Мэнсона. А уже 8 ноября с песни «Simply The Best» на 100,5 началось вещание нового и первого «широкоформатного» радио команды Михаила Козырева — Best FM, не рассчитанного на узкую радиоаудиторию. Основным контентом Best FM является поп-музыка, при этом проект не предусматривает раскрутки новых имен. Как написал Станислав Бирюлин: «По иронии судьбы, как и „Открытое радио“, ставшее „Попсой“, ULTRA превратилось в свою противоположность».
Вечером 8 ноября у ворот бизнес-центра на Бауманской улице собралось около сотни молодых людей с транспарантами с логотипом Ultra и лозунгами типа «Попса must die», а в адрес генерального продюсера радиостанции Михаила Козырева пришло несколько писем от разгневанных слушателей.
9 ноября у здания редакции на ул. Бауманская возник стихийный митинг поклонников радиостанции, на который пришло несколько сотен человек, в основном подростков 15—17 лет, требовавших объяснения закрытия радиостанции.
В эфире радиостанции «Эхо Москвы» ведущий радиостанции Ultra Сергей Вострецов рассказал, что изменение формата вещания связано с намерением руководства радиостанции сменить целевую аудиторию, переориентировав эфир на людей более старшего возраста.
Сам Козырев объяснил смену формата изменениями на рынке: «Музыка, которую крутило 'Радио Ultra' и которую лично я очень люблю, стала менее востребована на рынке, на котором погоду делает поп-музыка». Согласно Козыреву,  Радио Ultra не выдерживала конкуренции со стороны массовой музыкальной культуры и существовала за счёт донорских вливаний «Нашего радио».
31 мая 2005 года на частоте 70,19 МГц началось техническое вещание радио «Ultra» (прекратившееся в ночь с 1 на 2 июня). После прекращения вещани радиостанция продолжала существовать в интернете, также её поклонники проводили митинги в её поддержку, а рекламодатели так и не нашли других игроков в данной музыкальной нише. 1 сентября 2005 года началось 12-часовое вещание, эфир начался с чтения Раисой Шабановой «Апокалипсиса». В эфире также звучали вставки «Обломитесь, я жива!». В тот период (с 2005 по 2010 год) можно было услышать слоган «ULTRAкороткие волны».
1 сентября 2006 года Радио ULTRA отметила свой первый День рождения на частоте 70,19 МГц. К офису радиостанции пришло около сотни поклонников. Они скандировали «Ультра, Ультра!». Через некоторое время к ним вышли сотрудники радиостанции с подарками в знак благодарности и преданности любимому радио. ULTRA-фанам были вручены флаги и лицензионные компакт-диски исполнителей, составляющих эфир Радио ULTRA.
Радио ULTRA на частоте 70,19 FM полностью прекратила своё вещание в московском радиоэфире. Передатчик на частоте 70,19 FM был выключен ровно в полночь на 1 октября 2010 года. Однако, на радость любителей рок-музыки, сам бренд со столь уникальным музыкальным форматом не замораживается — Радио ULTRA будет вещать онлайн, www.radioultra.ru. Радио ULTRA продолжает радовать слушателей последними новинками западной альтернативной музыки и проверенными рок-хитами. При информационной поддержке радио прошли многие концерты зарубежных рок-групп и ряд мероприятий, в том числе Российская Альтернативная Музыкальная Премия РАМП’2006, на которую Радио ULTRA так же разыгрывала билеты. На Радио ULTRA с завидной периодичностью проходят презентации новых альбомов героев мировой альтернативной сцены.
3 июня 2011 года в 12:11 мск радиостанция ULTRA возобновила вещание на частоте 70.19 FM джинглом «Восставшая из сети», но спустя 24 часа вещание на этой частоте снова было остановлено (так называемые сутки вещания). Такое происходило и 23 сентября того же года. Возможны новые возобновления вещания на 24 часа.
С сентября 2011 года по декабрь 2013 года на Радио ULTRA вещало в спутниковом пакете Триколор Радио. Поймать сигнал можно было практически на любом ресивере, настроенном на спутник Eutelsat W7 (W4). Параметры вещания были следующими: несущая частота: 11920 Мгц. Поляризация: Левая. Символьная скорость: 27500 Кc/с. Код коррекции ошибок (FEC): 3/4.
С января 2012 года в эфире Радио ULTRA зазвучала рубрика лучших концертных записей в конце каждого часа.
В июле 2012 года состоялось возвращение рубрики За Гранью, посвященной различным экстремальным музыкальным направлениям.
Также с лета 2012 года в эфире Радио ULTRA открылась рубрика ULTRA-fresh — самые свежие и оперативные новинки альтернативных групп, звучащие в день их появления.
С 2013 года зазвучала рубрика «Открытия Радио ULTRA», посвященная тем группам, которые Радио ULTRA представила первой из столичных радиостанций (Linkin Park, 30 Seconds To Mars, и др.), а также менее известным командам.
В 2013 году при официальной поддержке Радио ULTRA в России состоялись релизы новых альбомов групп KoRn, Alice In Chains, Skillet, Nine Inch Nails, Avenged Sevenfold.
С января 2014 года состоялось широко разрекламированное в эфире возвращение известной программы «Сказка На Ночь». Премьера возрожденной программы прошла 31 декабря 2013 года. Программу можно услышать каждую субботу и воскресенье. Как и прежде, «Сказка На Ночь» выходит в эфир в 22:00.
В августе 2015 Радио ULTRA впервые с 2007 года выпустила собственный официальный музыкальный сборник. Диск получил название «ULTRA-звук 6.0», продолжая известную серию сборников, выпускавшихся станцией ранее. В сборник вошли лучшие представители альтернативной музыки, такие как System of a Down, Three Days Grace, Guano Apes, Bullet For My Valentine и многие другие.
7 ноября 2015 года Радио ULTRA исполнилось 15 лет. К своему юбилею станция приготовила массу акций и событий. Радиостанцию с юбилеем поздравили лидер Limp Bizkit Фред Дерст, вокалистка Garbage Ширли Мэнсон, а также Megadeth, Trivium, Marmozets. В специальной программе Радио ULTRA разыграло билеты на московский концерт Garbage и личную встречу с вокалисткой Ширли Мэнсон.
На данный момент Радио ULTRA делает редакция радиостанции Rock FM 95.2.
1 апреля 2019 года радиостанция была перезапущена в новом музыкальном оформлении, бренд-войсом станции стал интеллектуальный голосовой помощник Ультра. ULTRA стала первой в России радиостанцией, в оформлении которого использовался голос «искусственного интеллекта».
На 20-летие Нашествия в 2019 году готовится сцена Ультра, где будут выступать российские альтернативные артисты.

## Сотрудники

### Первые DJ`s
| - Подгузов Василий - Ермаков Сергей - Бурцев Сергей, - Строилов Юрий | - Гуров Василий - Павел Легат - Сергей Вострецов, | - Игорь Седов - Коля Сергеев - Елена Красненкова |

### Ведущие
| Имя                      | Передача                   |
| Шабанова, Раиса Ивановна | Шоу-тайм                   |
| [MISTA GR]               | комментатор (Ультра-Новое) |

#### Бывшие ведущие на 100,5
| Имя                     | Передача                      |
| Александр «Чача» Иванов | За Гранью                     |
| Сергей Вострецов        | Ускоритель, За Гранью в 2004г |

#### Бывшие ведущие на 70,19
| Имя                            | Передача                   |
| Евгения "Женя Жесть" Кузнецова | Смерть Замечательных Людей |

### Руководство, технические и обслуживающие сотрудники
Также над Радио «ULTRA» в разное время работали:
- Соснов Александр — музыкальный редактор, продюсер, звукорежиссёр Радио ULTRA с февраля 2012 года по декабрь 2018 года.
- Булдачёв Андрей — музыкальный редактор Радио ULTRA с июля 2007 по ноябрь 2013 года.
- Борисов Владимир — музыкальный редактор Радио ULTRA с 2006 по август 2007 года.
- Кузнецова Евгения — продюсер Радио ULTRA с 2005 года по июль 2007 года.
- Татьяна Пискайкина (Соболева) — продюсер Радио ULTRA с 2001 года по июль 2005 года.
- Филипп Галкин — программный директор Радио ULTRA.
- Анастасия Мазуренко — саунд-продюсер Радио ULTRA с 2005 года по 2009 год; вновь работает с июня 2012 года.
- Кирилл Карпов — музыкальный редактор Радио ULTRA 100,5 FM, участвовал в создании неофициального интернет-радио ULTRA в 2004—2005 годах.
- Сергей Вострецов — продюсер и ведущий электронно-танцевальной программы «Ускоритель», участвовал в создании неофициального интернет-радио ULTRA в 2004—2005 годах.
- Владимир Воронов — продюсер программы «За гранью» до лета 2003 года. Пресс-атташе Радио ULTRA с 2002 по 2003 год.
- Вадим Мамотин — создатель официального сайта Радио ULTRA 100,5 FM.
- Алексей Маракулин — саунд-продюсер до 2008 года.
- Наталья Клименок — пресс-атташе с 2003 по 2004 год.
- Сергей Чик — саунд-продюсер до 2006 года, композитор «Ежи и Петруччо» на Радио ULTRA100,5 FM.
- Роман Горчаков — саунд-продюсер до 2006 года, голос Радио ULTRA 100,5 FM.
- Андрей Клюкин — руководитель отдела производства Радио ULTRA 100,5 FM.

## Передачи
Основную часть эфира составляет музыка. Однако, есть несколько рубрик и программ:
В феврале 2020 года на радио Ультра запустилось полностью посвященное музыке шоу «Альтернативно одаренные», которое выходит три раза в неделю — в понедельник, среду и пятницу с 14:00 до 16:00. Ведущие — Макс Белов и Галя Имбер.
Также ежедневно по будням выходит новостная программа в формате социальных сетей — короткие новости «Ультра-твиттер».
Список прежних рубрик и программ:
- Сказка На Ночь (советские виниловые сказки из детства, перемежающие композициями репертуара Радио ULTRA, подставленные по смыслу и настроению сюжета)
- Телетайп (краткие музыкальные новости, выходит каждый день ежечасно)
- Ультра-Новое (лучшие новинки из мира альтернативной музыки с предварительным анонсом)
- Реаниматор (аналог Воскрешения на старой частоте. В этой рубрике звучат кавер-версии популярных хитов)
- Цитата (наиболее примечательные слова знаменитых музыкантов)
- Саундтрек (сопровождающие песни к культовым и примечательным фильмам 1990-х и 2000-х)
- 5 минут живого ULTRA-звука (лучшие живые выступления исполнителей ULTRA-формата, выходит в конце каждого часа)
- Открытия Радио ULTRA (песни, ставшие известными российскому любителю рок-музыки в разное время благодаря ротации на Радио ULTRA. Песни идут с предварительным анонсом)
- За Гранью (рубрика экстремальных музыкальных направлений, выходит каждую полночь)
- Новое имя на ULTRA (рубрика новых имен, не звучавших прежде на станции, забытых или неизвестных публике исполнителей, о которых можно узнать только на ULTRA)

### Прежние передачи на 70,19
- Дослушай до конца (название композиции прозвучит после его окончания)
- Ультра-Сканер (программа по заявкам)
- Жесткий диск («Мои электронные книги»)
- Шоу-тайм (оригинальная форма подачи новостей из мира музыки и кино)
- Голоса (документальные аудиозаписи голосов исторических деятелей, музыкантов, мультипликационных героев, и других известных персонажей)
- Смерть замечательных людей (краткие биографические справки о различных исторических лицах)
- Среда обитания (прогноз погоды)

### Прежние передачи на 100,5
До перерыва в вещании также были следующие программы:
- Ускоритель (танцевальные треки и электронные ремиксы на песни ULTRA-формата)
- Шоу-тайм (музыкальные новости мира шоу-бизнеса и альтернативной рок-сцены, в оригинальном исполнении, ведущая Раиса Ивановна)
- Ежи и Петруччо (философско-сюрреалистичные эпизоды жизни двух необычных персонажей)
- Эволюция («…но человек пошел дальше»)
- Супер-5 (хит-парад наиболее востребованных композиций, составлявшийся по заявкам в разделе «ULTRA-Scanner»
- Воскрешение (кавер-версии популярных хитов)
- Диджейский блок — 10 минут электронной музыки (танцевальные ремиксы, выходила в конце каждого часа с марта 2004 по сентябрь 2004 года)

## Награды
- 30 мая 2014 года, по результатам голосования рунета, ULTRA получила всероссийскую премию Radiostation Awards, одержав победу в номинации «Лучшая рок-радиостанция 2014»[17][18][19].